# 윤현필
윤현필은 현대건설 야구단의 전 야구 선수다. 1995년 LG의 지명을 받았으나 실업야구를 택했다. 현재 설악고 감독을 맡고 있다.

## 출신 학교
- 광주진흥고등학교
- 건국대학교

## 같이 보기
- 1995년 현대건설 야구단 시즌